# 释贞素
释贞素（？—828年），渤海国僧人。
渤海僖王大言义初年，入唐朝求学，研究佛教经典，以应公为师。朱雀元年（唐宪宗元和八年、813年）秋，在长安结识日本留学唐朝的学问僧灵仙。宣王大仁秀建兴七年（唐敬宗宝历元年、825年）携日本寄灵仙书信，抵五台山铁勤寺，转致灵仙。不久，贞素返国。同年冬，与政堂省少卿高承祖出使日本，并转呈灵仙嘱托送到日本的物品。建兴九年（唐文宗大和元年、827年）冬，随贺正使入唐，建兴十年（唐文宗大和二年、828年）四月，到五台山造访灵仙，灵仙已被人毒死，作诗祭奠，留有《哭日本国内供奉大德灵仙和尚诗》一首：“不航尘心泪自涓，情因法眼奄幽泉。明朝傥问沧波客，的说遗鞋白足还。”当年，返国，航至涂里浦遇风暴，在海中溺亡。